# Pararatus ricardoae
Pararatus ricardoae là một loài ruồi trong họ Asilidae. Pararatus ricardoae được Daniels miêu tả năm 1987.